# Hidrochinonă
Hidrochinona, sau benzen-1,4-diol sau chinol, este un compus organic aromatic de tipul fenolilor, cu formula chimică C6H4(OH)2. În structura sa chimică, are două grupări hidroxil grupate fiecare către un inel de benzen. Este un solid de culoare albă, granular. Derivații acesteia se numesc hidrochinone. Denumirea sa a fost introdusă de Friedrich Wöhler în 1843.
Este izomer de poziție pe nucleul aromatic cu cateholul și rezorcinolul.

## Tautomerie
Hidrochinona sau chinolul este in echilibru chimic cu forma sa tautomeră cetonică. Compoziția de echilibru a celor două forme tautomere depinde și de solventul în care e dizolvat.
Denumirea hidrochinonă face implicit referire la o formă cetonică cu două grupări carbonil, 1,4-benzochinonă care prin reducere/hidrogenare dă chinol.

## Obținere
Hidrochinona este produsă industrial prin reacția dintre perhidrol și un amestec de catehol:
C6H5OH + H2O2 → C6H4(OH)2 + H2O
Hidrochinona se mai poate obține în urma unei reacții de oxidare a fenolului, cu persulfat de potasiu, prin reacția Elbs:

## Utilizare medic(in)ală
Produsele folosite în medicină care conțin hidrochinonă sunt folosite ca agenți depigmentanți sau înălbitori. Produsele sunt folosite pentru diverse tulburări de pigmentare ca, petele de vârstă, legate de sarcină sau de terapii hormonale. Produse ce conțin hidrochinonă în concentrație mică pot fi achiziționate fără prescripție medicală, însă medicul specialist poate prescrie produse cu o concentrație mai mare de hidrochinonă decât cele existente în comerț.